# Gabriel Herman Antun Patačić
Gabriel Herman Antun Patačić (in ungherese: Gábor Hermann Antal Patachich; Mađarevo, 3 maggio 1699 – Vienna, 5 dicembre 1745) è stato un arcivescovo cattolico croato in Ungheria (1706–1735 barone, dal 1735 conte di Zajezda)..

## Biografia
Dopo gli studi al Collegio Germanico-Ungarico di Roma, tra 1718 e 1722, tornò alla diocesi di Zagabria. Nel 1729 fu nominato vescovo di Sirmio (confermato dal papa nel 1731). Dal 6 febbraio 1733 (confermato: 28 settembre) alla morte fu arcivescovo di Kalocsa (nome completo: Kalocsa-Bács).
Fu il primo arcivescovo cattolico dopo 207 anni che poté risiedere nella sua diocesi metropolitana dopo la liberazione dagli Ottomani. Doveva cominciare la ristrutturazione di una diocesi devastata a causa delle guerre e della presenza musulmana (il numero delle parrocchie fu 17 nel 1733, ma duecento prima anni ce n'erano ancora circa 300).
Tra le maggiori opere di Patačić a Kalocsa figurano il ripristino del Capitolo della Cattedrale nel 1738, l'impulso dato alla costruzione della cattedrale (decorazioni interne, sacrestie e il presbiterio con progetti di Andreas Mayerhoffer, piano iconografico degli italiani Daniele Simonetti e Mattia Baffo e realizzazione di maestranze nord-italiane) e dell'episcopio. Stabilì anche il seminario diocesano.
Tra i suoi successori nella sede arcivescovile di Kalocsa si ebbe il nipote Adam Patačić, che provvide a inviare da Roma allo zio alcune reliquie di santi martiri italiani.

## Genealogia episcopale e successione apostolica
La genealogia episcopale è:
- Cardinale Guillaume d'Estouteville, O.S.B.Clun.
- Papa Sisto IV
- Papa Giulio II
- Cardinale Raffaele Riario
- Papa Leone X
- Papa Clemente VII
- Cardinale Antonio Sanseverino, O.S.Io.Hieros.
- Cardinale Giovanni Michele Saraceni
- Papa Pio V
- Cardinale Innico d'Avalos d'Aragona, O.S.Iacobi
- Cardinale Scipione Gonzaga
- Patriarca Fabio Biondi
- Papa Urbano VIII
- Cardinale Cosimo de Torres
- Cardinale Francesco Maria Brancaccio
- Vescovo Miguel Juan Balaguer Camarasa, O.S.Io.Hieros.
- Papa Alessandro VII
- Arcivescovo Massimiliano Enrico di Baviera
- Vescovo Johann Heinrich von Anethan
- Arcivescovo Anselm Franz von Ingelheim
- Vescovo Matthias Starck
- Arcivescovo Lothar Franz von Schönborn
- Vescovo Friedrich Karl von Schönborn-Buchheim
- Arcivescovo Gabriel Herman Antun Patačić

La successione apostolica è:
- Vescovo Márton Bíró de Padány (1745)